# Кнейб, Виктория Ивановна
Викто́рия Ива́новна Кнейб (род. 5 июня 1985, Братск) — российская спортсменка-саночница, мастер спорта.
Родилась в Братске. Училась в Братской ГДЮСШ «Олимп». В 2003 году стала серебряным призёром чемпионата России, а также стала обладательницей Кубка России по санному спорту среди юниоров. В Кубке мира дебютировала 12 ноября 2004 года на этапе в Альтенберге. По итогам 2004-2005 заняла девятнадцатое место, набрав 156 очков. На чемпионате мира 2005 года заняла 24 место. По итогам Кубка мира 2005—2006 стала тридцать седьмой, набрав 55 очков. Вошла в состав олимпийской сборной команды России по санному спорту на Олимпиаде в Турине, однако, будучи резервной, в соревнованиях участия не принимала. На сборе в Лиллехаммере в октябре 2006 года получила травму, ударившись ногой о козырёк трассы.
Сестра российского спортсмена-саночника Виктора Кнейба.